# Kościół św. Jana Chrzciciela w Warszawicach
Kościół św. Jana Chrzciciela w Warszawicach – drewniany kościół parafialny znajdujący się w miejscowości Warszawice, w gminie Sobienie-Jeziory, w powiecie otwockim, województwie mazowieckim.
W 1962 roku wpisany do rejestru zabytków.

## Historia
Kościół ufundowany został przez Dorotę z Przebendowskich oraz jej męża Franciszka Bielińskiego, wojewodę chełmińskiego, marszałka wielkiego koronnego. 9 lipca 1736 roku marszałek koronny Franciszek II Bieliński, wraz z żoną Dorotą z Przebendowskich, dokonał aktu fundacji nowej świątyni, jednak już nie w Radwankowie, a w Warszawicach. 1 października tegoż roku Sejm przeniósł siedzibę parafii również do Warszawic. Świątynia została wzniesiona w ciągu jednego dnia, a do jej budowy wykorzystano pozostałości zniszczonego kościoła w Radwankowie. Kościół został poświęcony 30 września 1855 roku. W 2013 miał miejsce remont elewacji kościoła.
W kościele znajduje się tablica erekcyjna wpisana na listę zabytków ruchomych powiatu otwockiego.

## Architektura
Kościół drewniany, konstrukcji zrębowej, orientowany. Został wybudowany na ceglanej podmurówce.

## Galeria

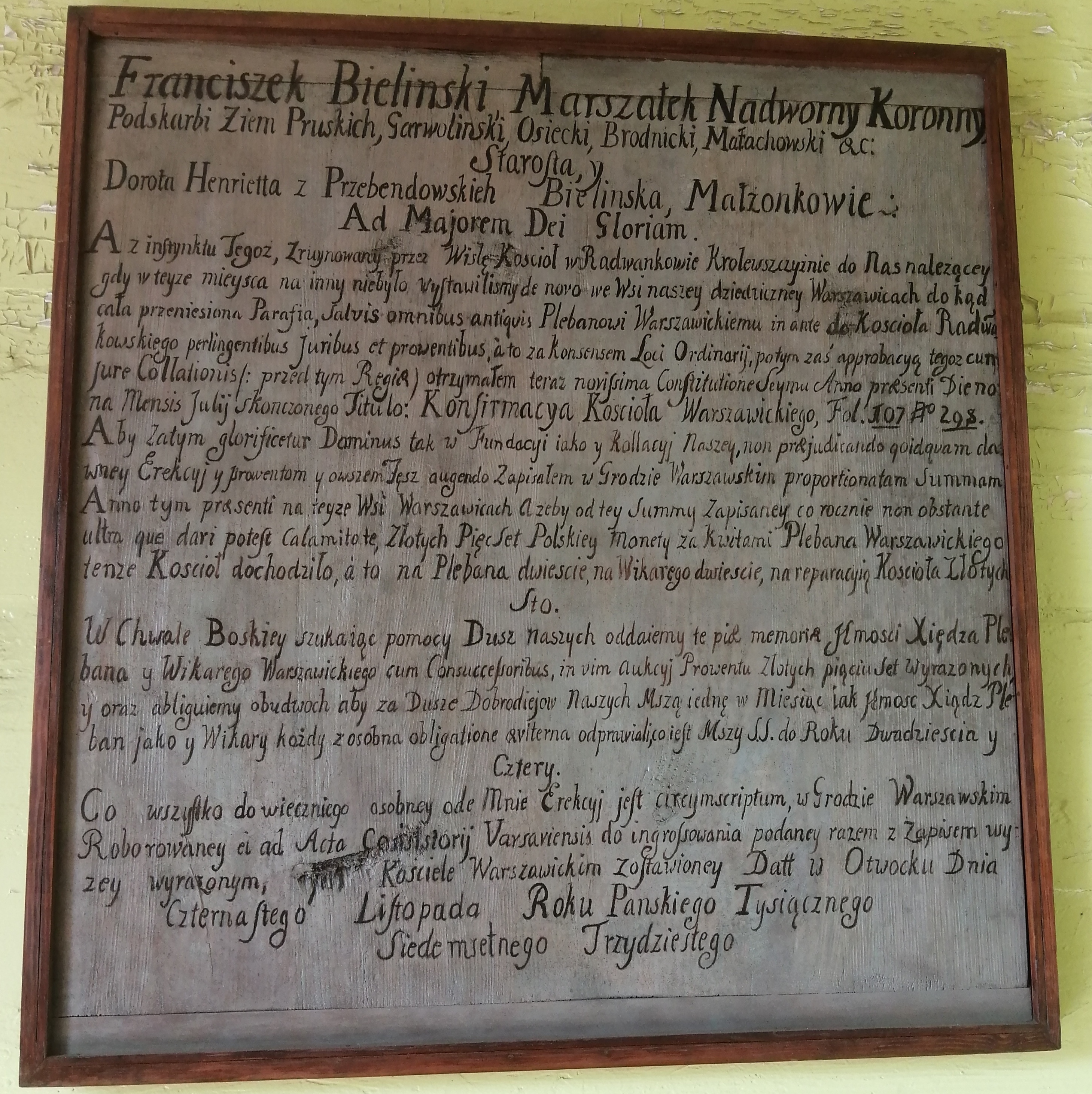
Tablica erekcyjna kościoła w Warszewicach
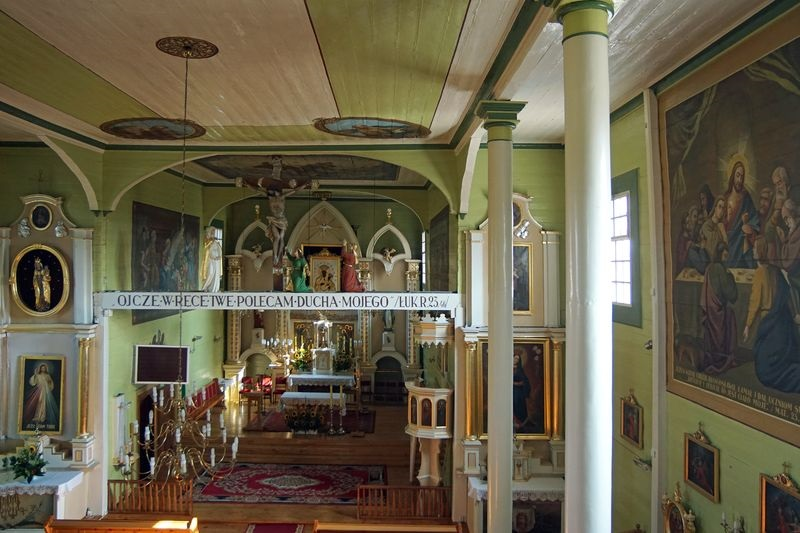
Nowe wnętrze kościoła
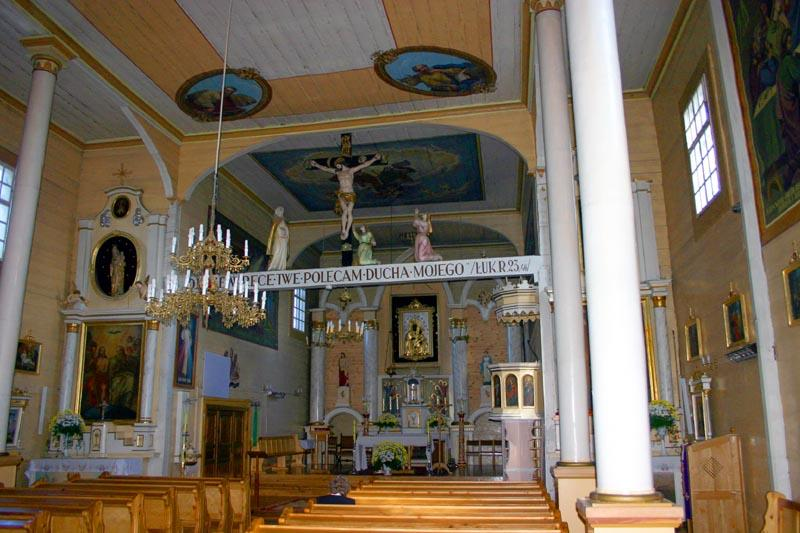
Stare wnętrze kościoła